# Maseru
Maseru es la capital y ciudad más poblada de Lesoto, situada a orillas del río Caledon, fronterizo con Sudáfrica. Es la capital del distrito homónimo. Hasta el año 2004 Maseru tenía una creciente industria textil apoyada por inversionistas chinos, pero desde el fin del cobro de aranceles a la industria textil china por parte de Estados Unidos el rubro ha entrado en una profunda crisis, llegando casi a desaparecer. Otras actividades económicas de la ciudad eran la fabricación de velas y de alfombras, pero se han visto opacadas por la industria sudafricana.
Maseru se conecta con Sudáfrica a través del puesto fronterizo de Maseru Bridge. Ladybrand es la localidad sudafricana más cercana. 
Maseru era un pequeño pueblo cuando fue hecha capital de los basotho por el rey Moshoeshoe I en 1869. Fue la capital del protectorado británico de Basutolandia entre 1869 y 1871 y entre 1884 y 1966, cuando Basutolandia obtuvo la independencia y su nombre fue cambiado a Lesoto.
La Universidad Nacional de Lesoto se encuentra cerca de la ciudad, en un pueblo llamado Roma, y también existe un aeropuerto internacional en las cercanías, en Thoteng-ea-Moli.

## Historia
Maseru fue fundada por el Imperio Británico como un pequeño campamento policial en 1869, tras la conclusión de la Guerra Estado Libre-Basotho cuando Basutolandia se convirtió en un protectorado británico. Maseru se encuentra en el límite de los "territorios conquistados" cedidos al Estado Libre de Orange (actual Estado Libre de Sudáfrica) como parte de los términos de paz. Estaba situada a 24 kilómetros (14,9 mi) al oeste de Basotho la fortaleza del rey Moshoeshoe I en Thaba Bosiu, la anterior capital de facto. Pronto creció en torno a la zona una bulliciosa ciudad-mercado.
Maseru funcionó inicialmente como capital administrativa del estado entre 1869 y 1871, antes de que la administración de Basutolandia fuera transferida a la Colonia del Cabo. Durante su gobierno entre 1871 y 1884, Basutolandia recibió un trato similar al de los territorios que habían sido anexionados por la fuerza, para disgusto de los basutos. Esto condujo a la Guerra de las Armas en 1881 y al incendio de muchos edificios en Maseru. En 1884, Basutolandia recuperó su estatus de colonia de la Corona, y Maseru volvió a ser capital. Cuando Basutolandia obtuvo su independencia y se convirtió en el Reino de Lesoto en 1966, Maseru siguió siendo la capital del país.
Antes de la independencia de Lesoto, Maseru había permanecido relativamente pequeña; estaba contenida dentro de unos límites coloniales bien definidos y tenía poco margen de crecimiento, mientras que los británicos tenían poco interés en desarrollar la ciudad. Después de 1966, Maseru experimentó una rápida expansión: su superficie se multiplicó por siete, pasando de unos 20 kilómetros cuadrados (7,7 mi²) a los actuales 138 kilómetros cuadrados (53,3 mi²), debido a la incorporación de los pueblos periurbanos cercanos a la ciudad propiamente dicha. Las tasas de crecimiento anual de la población se mantuvieron en torno al 7% durante varias décadas, antes de reducirse a alrededor del 3,5% entre 1986 y 1996.
Después de que las elecciones parlamentarias de 1998 en Lesoto dieran lugar a sospechas de fraude electoral y a una intervención militar de Sudáfrica, gran parte de la ciudad resultó dañada por disturbios y saqueos. El coste de la reparación de los daños sufridos por la ciudad se estimó en unos dos mil millones de rands (350 millones de dólares), y hasta casi 2008, los efectos de los disturbios aún podían verse en la ciudad.

## Geografía

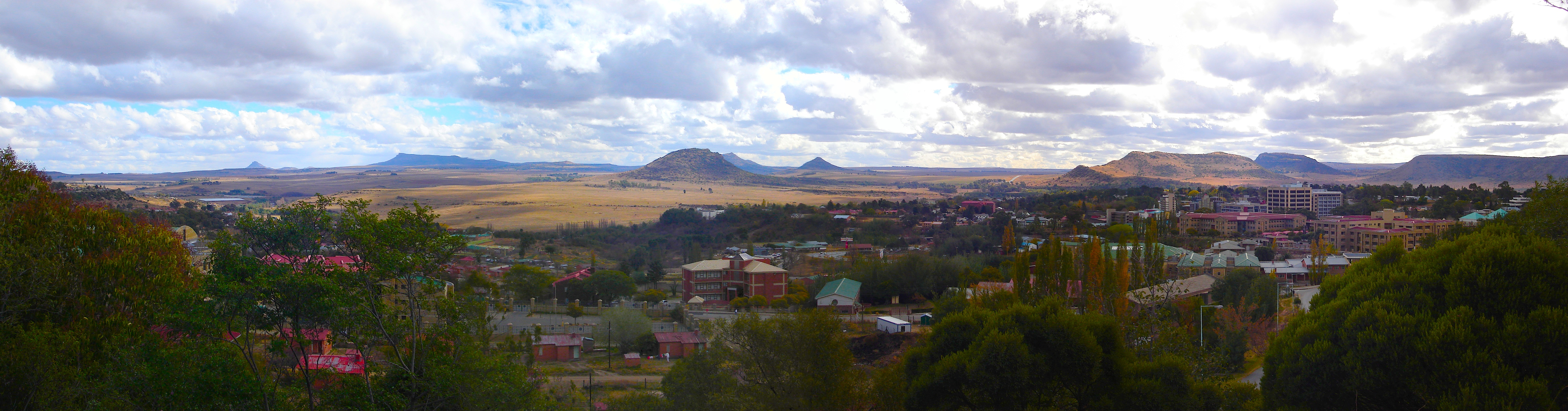
Vista panorámica de Maseru en 2007

Maseru está situado en el noroeste de Lesotho, en la frontera con Sudáfrica, divididos por el río Mohokare. Ambos países están unidos por un puesto fronterizo en el puente de Maseru, que cruza el río. En el lado sudafricano, Ladybrand es el pueblo más cercano a Maseru. La ciudad se encuentra en un valle poco profundo en el pie de la Hlabeng-Sa-Likhama, piedemonte de las montañas Maloti. La elevación de la ciudad aparece como 1600 metros sobre el nivel del mar. La ciudad tiene una superficie de alrededor de 138 kilómetros cuadrados.

### Clima
Maseru tiene un clima templado de montaña (Cwb, según la clasificación climática de Köppen), clasificados por veranos cálidos y lluviosos, e inviernos fríos y secos. La temperatura media diaria promedio durante el verano - de diciembre a marzo en el hemisferio sur - es de 22 °C (72 °F). Durante el invierno, entre junio y septiembre, la temperatura media es de 9 °C (48 °F). El mes más caluroso es enero, con temperaturas entre 15 y 33 °C (59 y 91 °F). Durante el mes más frío, julio, las temperaturas oscilan los -3 a 17 °C (27-63 °F). Los rangos de precipitación promedio van de 12 mm en julio a aproximadamente 111 mm (4,4 pulgadas) en enero.
| Parámetros climáticos promedio de Maseru, Lesoto | Parámetros climáticos promedio de Maseru, Lesoto | Parámetros climáticos promedio de Maseru, Lesoto | Parámetros climáticos promedio de Maseru, Lesoto | Parámetros climáticos promedio de Maseru, Lesoto | Parámetros climáticos promedio de Maseru, Lesoto | Parámetros climáticos promedio de Maseru, Lesoto | Parámetros climáticos promedio de Maseru, Lesoto | Parámetros climáticos promedio de Maseru, Lesoto | Parámetros climáticos promedio de Maseru, Lesoto | Parámetros climáticos promedio de Maseru, Lesoto | Parámetros climáticos promedio de Maseru, Lesoto | Parámetros climáticos promedio de Maseru, Lesoto | Parámetros climáticos promedio de Maseru, Lesoto |
| Mes                                              | Ene.                                             | Feb.                                             | Mar.                                             | Abr.                                             | May.                                             | Jun.                                             | Jul.                                             | Ago.                                             | Sep.                                             | Oct.                                             | Nov.                                             | Dic.                                             | Anual                                            |
| ------------------------------------------------ | ------------------------------------------------ | ------------------------------------------------ | ------------------------------------------------ | ------------------------------------------------ | ------------------------------------------------ | ------------------------------------------------ | ------------------------------------------------ | ------------------------------------------------ | ------------------------------------------------ | ------------------------------------------------ | ------------------------------------------------ | ------------------------------------------------ | ------------------------------------------------ |
| Temp. máx. abs. (°C)                             | 36.5                                             | 35.2                                             | 38.4                                             | 30.5                                             | 27.0                                             | 22.0                                             | 22.4                                             | 26.1                                             | 35.0                                             | 32.5                                             | 36.2                                             | 35.1                                             | 38.4                                             |
| Temp. máx. media (°C)                            | 26.8                                             | 26.0                                             | 24.6                                             | 21.6                                             | 17.9                                             | 15.8                                             | 14.7                                             | 17.8                                             | 22.0                                             | 24.6                                             | 25.3                                             | 26.1                                             | 21.9                                             |
| Temp. media (°C)                                 | 20.5                                             | 19.5                                             | 18.1                                             | 14.7                                             | 10.6                                             | 8.1                                              | 8.1                                              | 11.1                                             | 14.9                                             | 17.4                                             | 18.2                                             | 19.2                                             | 15                                               |
| Temp. mín. media (°C)                            | 16.1                                             | 15.9                                             | 14.0                                             | 10.2                                             | 6.4                                              | 2.6                                              | 2.6                                              | 5.5                                              | 9.4                                              | 12.4                                             | 13.5                                             | 15.4                                             | 10.3                                             |
| Temp. mín. abs. (°C)                             | 9.0                                              | 1.5                                              | -1.0                                             | 0.0                                              | -2.6                                             | -12.0                                            | -9.0                                             | -6.0                                             | -10.4                                            | 0.0                                              | 1.0                                              | 3.2                                              | -12.0                                            |
| Precipitación total (mm)                         | 114                                              | 89                                               | 96                                               | 67                                               | 29                                               | 12                                               | 14                                               | 15                                               | 19                                               | 63                                               | 80                                               | 93                                               | 691                                              |
| Días de precipitaciones (≥ 0.1 mm)               | 13                                               | 10                                               | 11                                               | 8                                                | 6                                                | 3                                                | 3                                                | 3                                                | 3                                                | 8                                                | 10                                               | 10                                               | 88                                               |
| Horas de sol                                     | 287                                              | 263                                              | 259                                              | 241                                              | 247                                              | 232                                              | 254                                              | 279                                              | 278                                              | 276                                              | 279                                              | 307                                              | 3202                                             |
| Humedad relativa (%)                             | 37                                               | 42                                               | 43                                               | 42                                               | 38                                               | 35                                               | 32                                               | 27                                               | 24                                               | 30                                               | 34                                               | 35                                               | 34.9                                             |
| Fuente n.º 1: Danish Meteorological Institute    |                                                  |                                                  |                                                  |                                                  |                                                  |                                                  |                                                  |                                                  |                                                  |                                                  |                                                  |                                                  |                                                  |
| Fuente n.º 2: Погода и климат                    |                                                  |                                                  |                                                  |                                                  |                                                  |                                                  |                                                  |                                                  |                                                  |                                                  |                                                  |                                                  |                                                  |

## Demografía
Según el último censo de 2006 la ciudad contaba con 227.800 habitantes, o alrededor de una décima parte de toda la población del país, y la mitad de la población urbana. Esto incluye 103.520 varones y 124.360 mujeres, o alrededor de 100 mujeres por cada 83 hombres. La población de la ciudad era de 28.000 en el censo de 1966, y 110.000 en el censo de 1986, lo que demuestra la rápida expansión de la ciudad después de la independencia. La estimación de 2010 refiere a 253.874 habitantes.

## Arquitectura
La mayoría de las casas tradicionales de adobe con tejado de paja, llamadas rondavels, han sido sustituidas por modernas viviendas y bloques de oficinas que tienen un tinte de arquitectura tradicional. Recientemente se han construido algunos edificios nuevos en el centro de la ciudad, en particular el edificio situado frente al centro LNDC, que ahora alberga la cafetería Good times, una tienda Vodacom, oficinas y el nuevo edificio del Ministerio de Sanidad, terminado a finales de 2007.
Los edificios destruidos en el levantamiento político de 1998 han sido reconstruidos y cuentan con tiendas como Fruits and Veg City, Woolworths y Mr Price, por citar algunas. El centro deportivo New Lehakoe National, situado entre el Banco Central de Lesoto y el edificio colonial del Parlamento, está equipado con pistas de tenis, piscinas, centros de conferencias, bares y gimnasios. En noviembre de 2009 se inauguró el centro comercial Pioneer Mall, que dotó a Maseru de un centro comercial al estilo sudafricano, con numerosas tiendas, como un cine de cuatro salas -que más tarde cerró- y restaurantes. Pioneer Mall abrió paso a edificios más modernos en la ciudad, como el centro comercial Maseru y el centro City Square. 
Hay algunos edificios de la época colonial alrededor del centro de la ciudad, entre los que destacan la Catedral de Nuestra Señora de las Victorias de la archidiócesis católica de Maseru, y la Iglesia Anglicana de San Juan. Otros lugares de interés son el Palacio Real, el edificio del Parlamento y la Casa del Estado.

## Economía

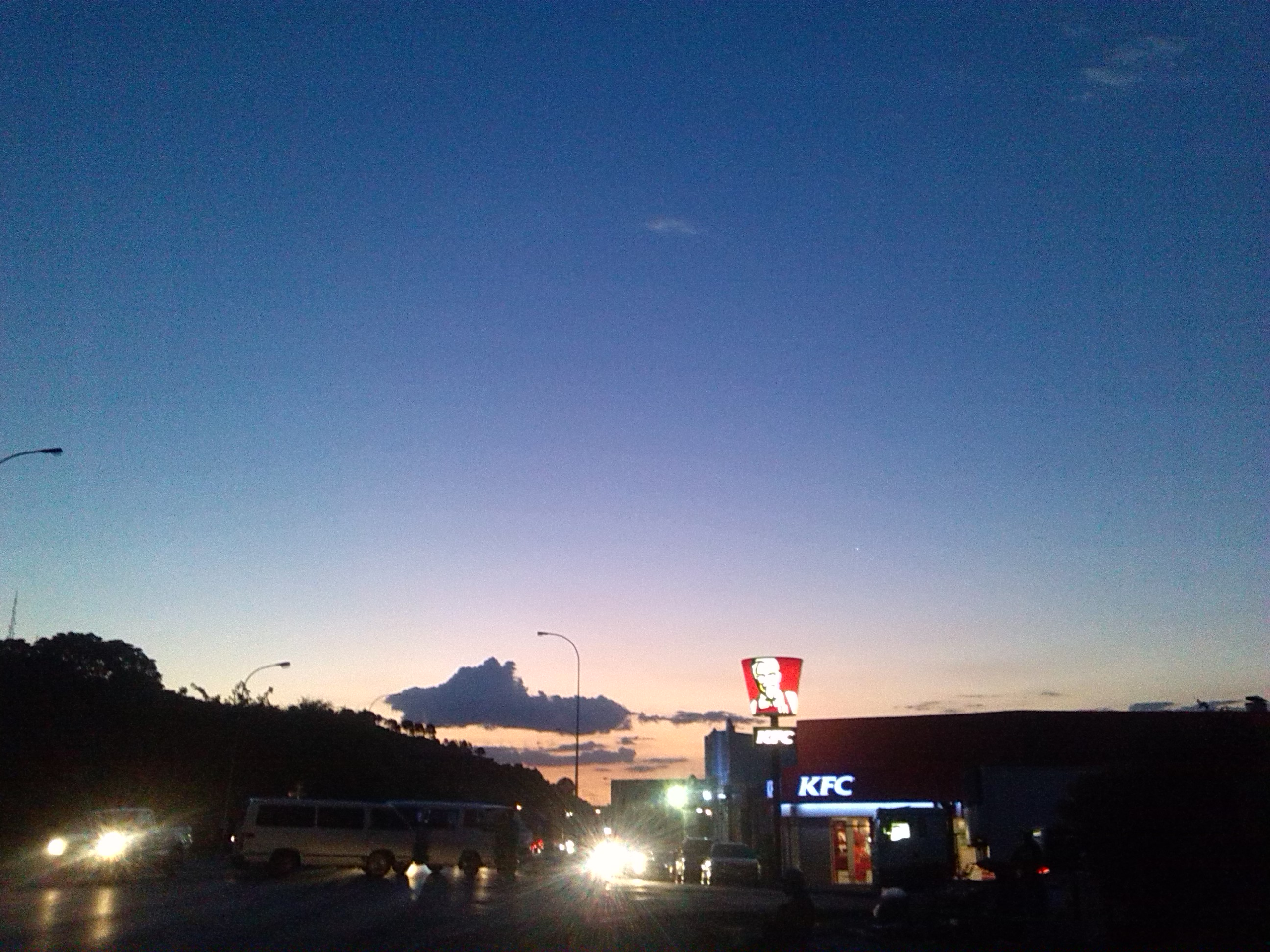
Vista desde Main North 1, uptown Maseru al atardecer.

El comercio de la ciudad se centra en dos distritos comerciales centrales vecinos, que se han desarrollado en torno a Kingsway y sirven como importantes centros de empleo. El distrito comercial occidental alberga grandes edificios de oficinas, grandes almacenes y varios bancos. El distrito comercial oriental alberga principalmente pequeñas empresas, mercados y vendedores ambulantes. Los distritos comerciales centrales son los mayores centros de empleo de la ciudad.
La economía de Maseru crece a un ritmo muy rápido, lo que se nota sobre todo en la inversión extranjera y el turismo desde la independencia de Gran Bretaña, y en la ruina económica cuando estalló la violencia política en 1998. Desde los disturbios, la ciudad se ha esforzado por deshacer el daño causado.
La industria de Maseru se divide en dos zonas principales. La situada al norte de los distritos comerciales centrales, a lo largo de Moshoeshoe Road, alberga molinos harineros y otras empresas importantes. El otro sector industrial se encuentra al sur de los distritos comerciales centrales, en el distrito de Thetsane, y alberga principalmente empresas textiles y de calzado.
Hasta 2004, Maseru contaba con una creciente industria textil apoyada e invertida por empresas manufactureras chinas. Desde la expiración del Acuerdo Multifibras, la industria textil de Lesoto ha disminuido. Los productos de la ciudad incluían velas, alfombras y productos de mohair, pero se han visto eclipsados por las industrias sudafricanas.

## Deportes
El estadio nacional de Lesotho, el Estadio Setsoto, se encuentra en Maseru. Tiene una capacidad para entre 20.000 y 25.000 personas. El estadio se utiliza sobre todo para los partidos de fútbol y es la sede de la selección de fútbol de Lesoto, pero también lleva a cabo eventos de atletismo.
12 de 16 de los equipos que juegan actualmente en la Primera División de Lesoto están radicados en Maseru. En 2008, 32 de los 38 campeonatos disputados en la liga han ido a equipos con sede en Maseru. Los más exitosos de estos han sido el Matlama FC y el equipo de fútbol de la Real Fuerza de Defensa de Lesotho, con ocho campeonatos cada uno.

## Hermanamientos
- Austin, Estados Unidos.[20]

## Galería

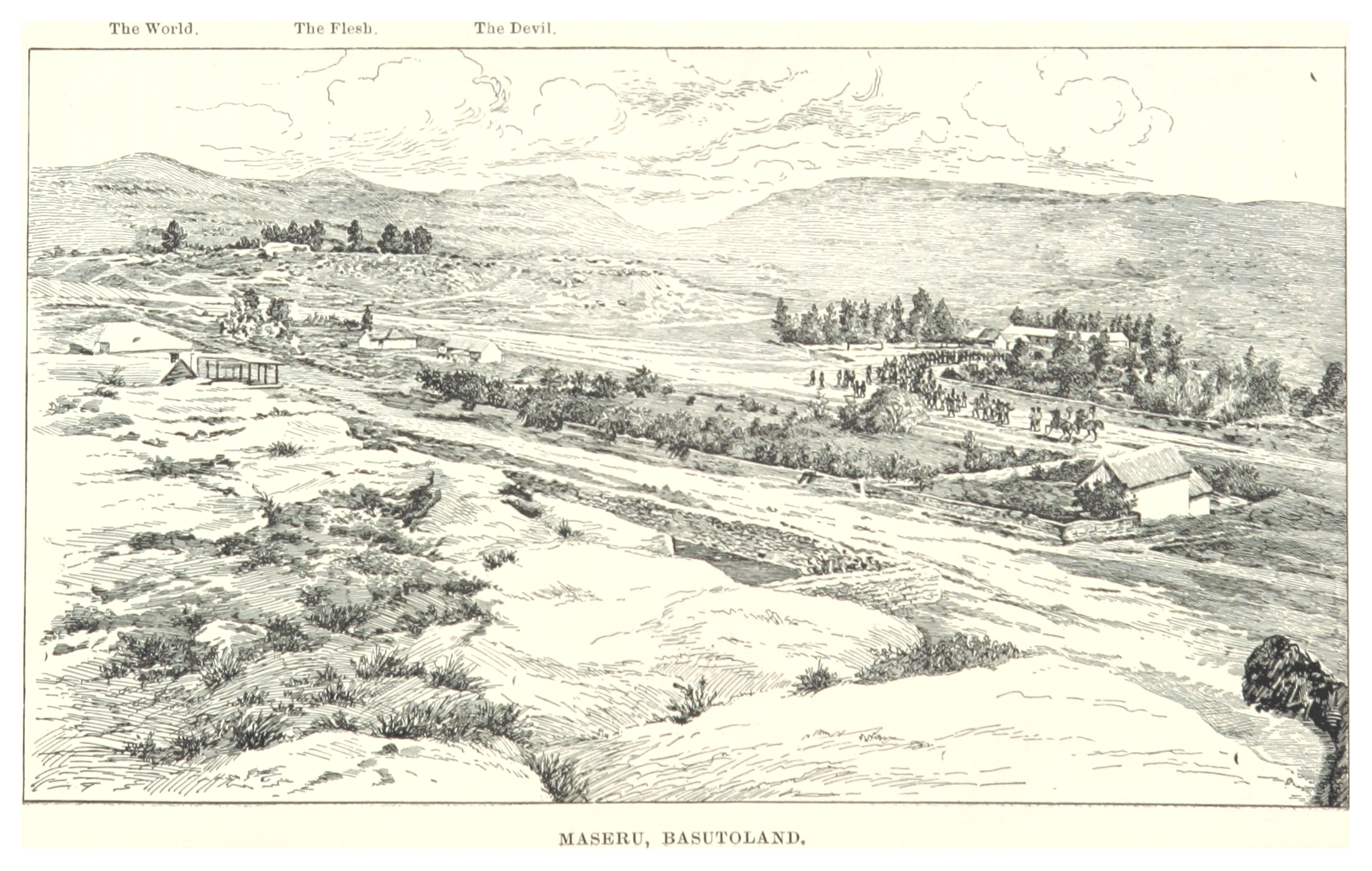
Maseru en 1887.
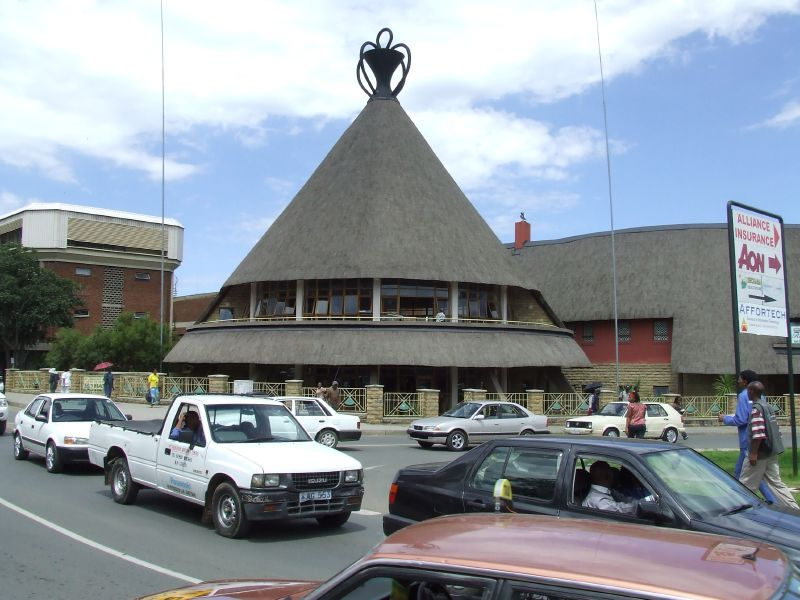
Basotho Hat Shop.
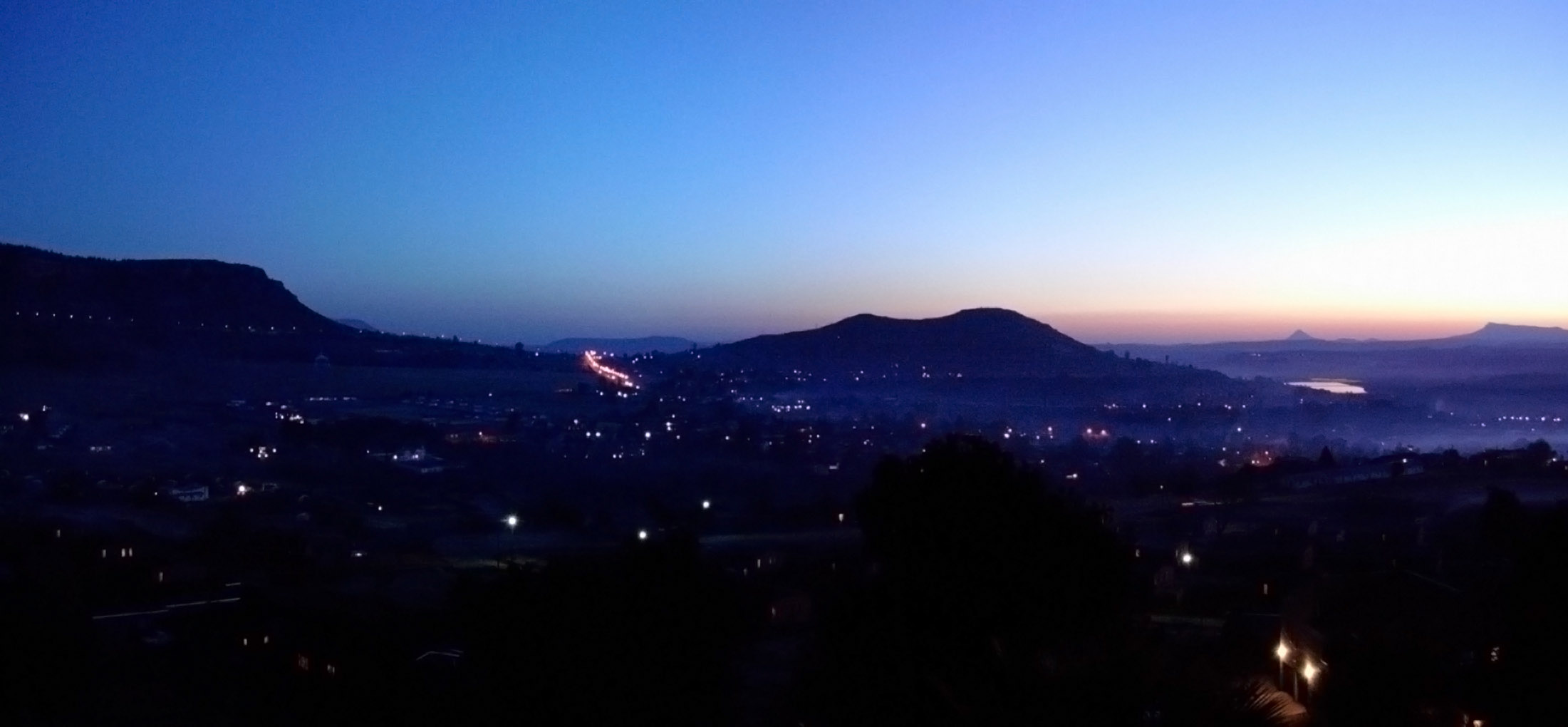
Maseru de noche.